# Otinotus brevicornis
Otinotus brevicornis är en insektsart som beskrevs av William Lucas Distant. Otinotus brevicornis ingår i släktet Otinotus och familjen hornstritar. Inga underarter finns listade i Catalogue of Life.